# Holger Simon

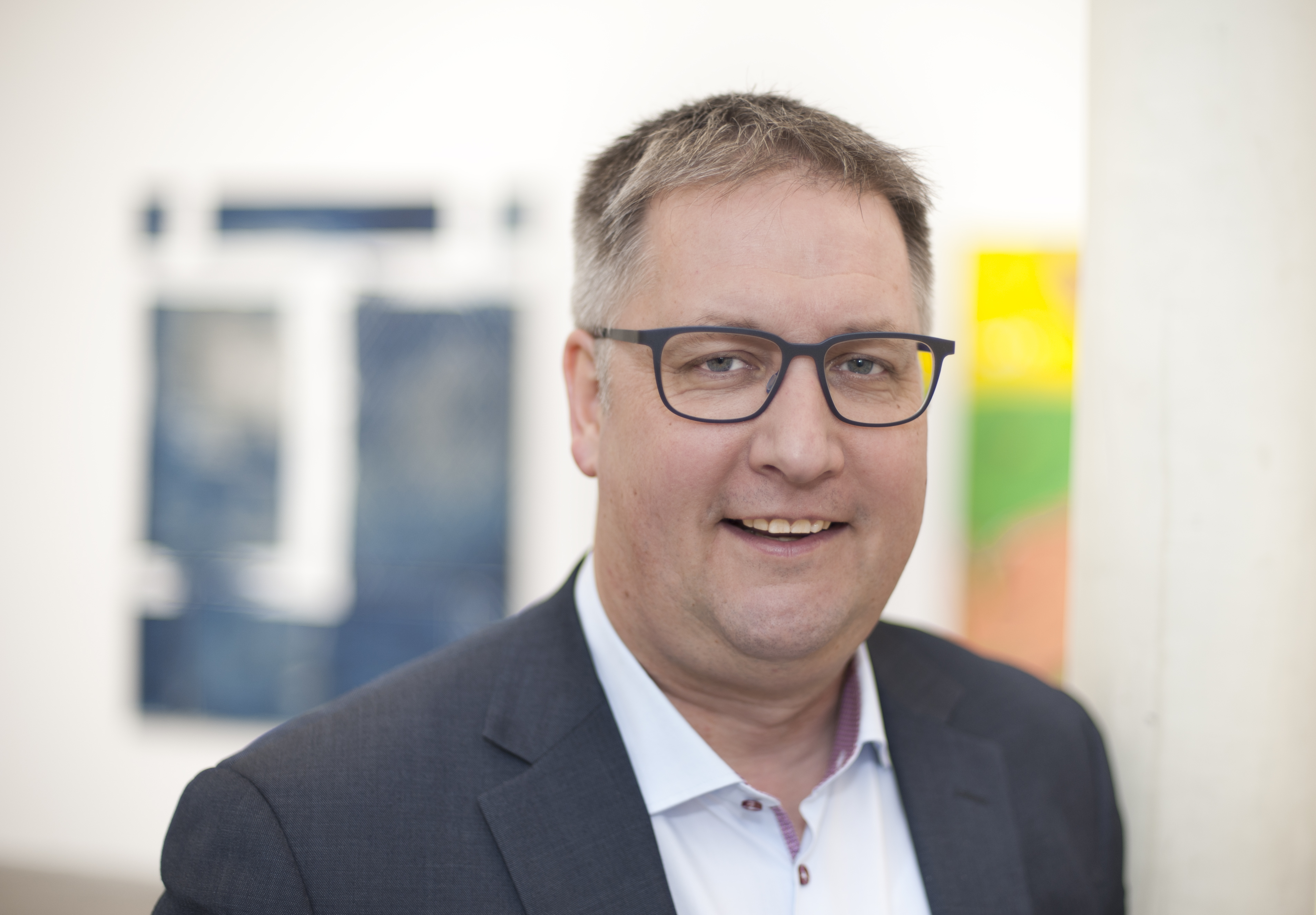
Holger Simon, 2019

Holger Simon (* 30. Juli 1969 in Tübingen) ist ein deutscher Kunsthistoriker und Unternehmer. Seine Forschungsschwerpunkte sind Kunstkommunikation, Neue Medien und Cultural Entrepreneurship. Er ist außerplanmäßiger Professor an der Universität zu Köln und Lehrbeauftragter am Departement für Bildwissenschaften an der Donau-Universität Krems. Gemeinsam mit Partnerinstitutionen entwickelte er an der Universität Köln das Bildarchiv Prometheus sowie nach dem Einsturz des Kölner Stadtarchivs das Digitale Historische Archiv Köln. Er ist geschäftsführender Gesellschafter der Pausanio GmbH & Co. KG und Direktor der Pausanio Akademie.

## Werdegang
Simon absolvierte ein Studium der Kunstgeschichte, Philosophie und Pädagogik an der Universität zu Köln, das er 1996 mit dem M.A. abschloss. Nach einem Graduiertenstipendium promovierte er 1998 bei Günther Binding über das Marienretabel der Creglinger Herrgottskirche von Tilman Riemenschneider.
Nach einem Volontariat am Museum Schnütgen war Simon am Kunsthistorischen Institut der Universität Köln tätig, wo er ab 2001 verantwortlich beim Aufbau des verteilten digitalen Prometheus-Bildarchivs beteiligt war, das die Nutzung digitaler Bildmedien in der Lehre vorangebracht hat, indem sie als Datenbankaggregator einen Zugang zu den Datenbeständen kooperierender Einrichtungen (Hochschulen, Archive, Museen) bereitstellte. Nach einer vierjährigen Förderung durch das Bundesministerium für Bildung und Forschung wird das Archiv seit 2004 durch einen gemeinnützigen Verein betrieben und weiterentwickelt, dessen Gründungsmitglied und Vorsitzender Holger Simon ist.
Seit seiner Habilitation 2007 (Die Morphologie des Bildes. Eine kunsthistorische Methode der Kunstkommunikation) ist Simon als Privatdozent an der Kölner Universität sowie seit 2008 als Lehrbeauftragter an der Donau-Universität Krems tätig. Seit 2013 ist er außerplanmäßiger Professor für Kunstgeschichte an der Universität zu Köln.
Nach dem Einsturz des Kölner Stadtarchivs am 3. März 2009 gehörte er zu den Hauptinitiatoren des Digitalen Historischen Archivs Köln, in dem Digitalisate von Archivalien möglichst schnell öffentlich zur Nutzung bereitgestellt wurden; das Projekt wurde für den Grimme Online Award nominiert.
Simon ist Autor einer Reihe von Aufsätzen zur spätgotischen und frühneuzeitlichen Skulptur. Ein Schwerpunkt seiner Publikationen ist darüber hinaus der Themenbereich digitale Medien in der Kunstgeschichte.
2009 wechselte Simon in die Wirtschaft. Er gründet die Unternehmen Pausanio (2009), Artguide (2010) und Calaios (2021), die sich mit der Entwicklung von mobilen Apps, Audioguides und Hörbüchern im Kunst- und Kulturbereich und der Veranstaltung kultureller Events im Digitalen beschäftigen. Seit 2013 konzentriert er sich mit der von ihm gegründeten Pausanio Akademie auf Weiterbildung und Beratung von Kultureinrichtungen zu den Themen digitale Transformation und Veränderungsmanagement. Dabei spielen Erhalt und die finanzielle Sicherung von Kulturgut eine Rolle, so wie auch die Entwicklung von Geschäftsmodellen. Die Unternehmung Calaios zur Veranstaltung von kulturellen Events und Führungen im Digitalen konnte nicht zum Erfolg geführt werden und musste nach kurzer Zeit Konkurs anmelden.

## Auszeichnungen
- Digitale Köpfe der Gesellschaft für Informatik im Rahmen des Wissenschaftsjahrs 2014 – Die digitale Gesellschaft[7]

## Publikationen
Monographien:
- Der Creglinger Marienaltar von Tilman Riemenschneider, Verlag für Wissenschaft und Forschung, Berlin 1998, ISBN 3-89700-052-0 (= Dissertation)
- Die Morphologie des Bildes. Eine kunsthistorische Methode zur Kunstkommunikation. VDG Weimar 2012, ISBN 978-3-89739-692-0, (= Habilitationsschrift)

Herausgeberbände:
- mit Christian Filk (Hrsg.): Kunstkommunikation: “Wie ist Kunst möglich?”. Beiträge zu einer systemischen Medien- und Kunstwissenschaft, Kulturverlag Kadmos, Berlin 2010, ISBN 978-3-86599090-7.